# Ylva Lindberg (écrivain)
Pour les articles homonymes, voir Ylva Lindberg et Lindberg.
Ne doit pas être confondu avec Ylva Lindberg (hockey sur glace).
Ylva Lindberg, née en 1970 en Suède est une écrivaine suédoise.

## Biographie
Philosophiæ doctor en littérature, elle est maître de conférences en littérature et lecteur à l'université de Jönköping.